# Cyclosoma
Cyclosoma là một chi bọ cánh cứng trong họ Chrysomelidae.
Chi này được Guérin-Méneville miêu tả khoa học năm 1835.

## Các loài
Các loài trong chi này gồm:
- Cyclosoma bicostata Borowiec, 1999
- Cyclosoma mirabilis (Boheman, 1856)
- Cyclosoma palliata (Fabricius, 1787)